# Dorothee Laternser
Dorothee Laternser (* 13. August 1951 in Illingen, Baden-Württemberg) ist eine liechtensteinische Kinderärztin und ehemalige Abgeordnete im Landtag des Fürstentums Liechtenstein.

## Biografie
Nach dem Besuch des Gymnasiums in Mühlacker studierte Laternser Medizin an den Universitäten Tübingen und Bonn. Danach spezialisierte sie sich als Fachärztin für Kinder- und Jugendmedizin. Durch ihre Heirat mit Arnold Laternser im Jahr 1982 nahm die Deutsche die liechtensteinische Staatsbürgerschaft an. Seit 1983 ist sie in Liechtenstein als Kinderärztin tätig und führt in Triesenberg eine eigene Praxis. Aus ihrer Ehe gingen zwei Söhne hervor.
Von 1997 bis 2001 war Laternser für die Vaterländische Union stellvertretende Abgeordnete im Landtag des Fürstentums Liechtenstein, dem sie im Anschluss von 2001 bis 2005 als Abgeordnete angehörte. Seit 2008 ist sie Mitglied des Verwaltungsrates der AHV-IV-FAK-Anstalten. Des Weiteren war sie 2004 die erste Vizepräsidenten der neugegründeten liechtensteinischen Ärztekammer und gehört dieser heute als Vorstandsmitglied an.